# VfR Kaiserslautern
VfR Kaiserslautern is een Duitse voetbalclub uit Kaiserslautern, Rijnland-Palts.

## Geschiedenis
In 1906 kreeg de turnvereniging MTV 1893 Kaiserslautern een eigen voetbalafdeling, die in 1908 de naam FC Bayern 1906 Kaiserslautern aannam. In deze tijd behoorde Kaiserslautern nog tot Beieren. De club werd in 1920 opgericht na een fusie tussen FC Bayern 1906 Kaiserslautern en SpVgg 1910 Kaiserslautern. SpVgg was zelf ook al een fusie van VfB 1906, FC Barbarossa 08 en FC Viktoria 05.
In 1929 promoveerde de club naar de hoogste klasse van de Saarcompetitie en werd daar laatste. In 1932 promoveerde de club opnieuw, nu naar de hoogste klasse van de Rijncompetitie, maar ook hier werd de club laatste. Na de invoering van de Gauliga in 1933 slaagde de clu er niet in te promoveren.
De eerste successen van VfR volgden pas na WOII toen de club in 1949 promoveerde naar de Oberliga Südwest waar ook 1. FC Kaiserslautern speelde. VfR bleef in de Oberliga tot deze werd opgedoekt, behalve in de seizoenen 1958/59 en 1960/61. De beste plaats was 9de.
Na de oprichting van de Bundesliga verdween de Oberliga en werd de Regionalliga ingevoerd als 2de klasse, het eerste seizoen eindigde VfR 7de maar degradeerde 2 jaar later als voorlaatste in de rangschikking. De club werd meteen kampioen in 3de maar kon via de eindronde niet terugpromoveren naar de Regionalliga. In 1971 werd de club nog eens vicekampioen maar in 1975 degradeerde de club uit de 3de klasse. Sindsdien speelt de club enkel in de lagere klassen.
De club speelt in het Erbsenberg-stadion dat in de glorietijd aan 15 000 toeschouwers plaats bood maar nu een capaciteit van 5000 heeft.